# Quercus monnula
Quercus monnula — вид рослин з родини букових (Fagaceae), ендемік Китаю.

## Середовище проживання
Поширення: Китай (Сичуань, Юньнань).